# الذنبة (جبلة)

تعديل مصدري - تعديل

الذنبة محلة تابعة لقرية بيت الجرادي، التابعة لعزلة الثوابي بمديرية جبلة إحدى مديريات محافظة إب في الجمهورية اليمنية، بلغ تعداد سكانها 29 حسب تعداد اليمن لعام 2004.